# Edoardo Fornaciari
Edoardo Fornaciari (Parma, 23 novembre 1952) è un fotografo e fotoreporter italiano.

## Biografia e carriera
Dopo aver conseguito la maturità classica, nei primi anni '70 inizia a collaborare con il quotidiano Gazzetta di Parma e la rivista Mociclismo. Nel 1974 si trasferisce a Milano, dove è assistente del fotografo di moda Giovanni Lunardi e collabora con settimanali e agenzie fotografiche, tra cui Panorama, L'Europeo, Il Mondo e Farabola Foto.
In settembre 1976 diventa corrispondente da Milano dell'agenzia francese Gamma Presse Images, realizzando fotografie e reportage per quotidiani e riviste internazionali, tra cui Time, Newsweek, il New York Times, Stern, Der Spiegel e Paris Match. Durante gli anni di piombo segue la politica italiana e il terrorismo (il rapimento di Aldo Moro, il processo alle Brigate Rosse a Torino, l'omicidio di Emilio Alessandrini a Milano).
Nel 1979 si è trasferito a Roma come corrispondente dell'agenzia Gamma per l'Italia e il Vaticano. Tra i suoi reportage quelli sui viaggi ed incontri del papa Giovanni Paolo II e sul viaggio di Enrico Berlinguer in Cina e Corea del Nord (aprile 1980), tra i primi occidentali a documentare la dittatura comunista di Kim Il Sung. In maggio 1980 ha seguito i solenni funerali del maresciallo Tito a Belgrado, firmando anche la foto di copertina di Time. In dicembre ha realizzato un reportage sulle conseguenze del terremoto in Irpinia. 
Nel 1983 ha iniziato una lunga collaborazione con il New York Times con un reportage sul dirottamento dell'Achille Lauro. In dicembre 1985, per Paris Match, ha documentato il tragico attentato palestinese a Fiumicino. Nel 1986, per il New York Times e poi per il settimanale Bunte, ha seguito la crisi libico-americana, sfociata nell'Operazione El Dorado-Canyon. 
Nel 1988, su invito dell'ONU, ha realizzato un reportage sull'attività dei palestinesi intorno ad Israele (Tunisia, Egitto, Giordania e Siria). A Tunisi ha incontrato e ritratto Yasser Arafat. In aprile 1990 ha partecipato alla realizzazione del libro fotografico "A day in the life of Italy", edito dall'editrice Collins di San Francisco in collaborazione con Rizzoli; in quell’occasione fotografa Roma dall’alto servendosi di un elicottero messo a disposizione dall’Arma dei Carabinieri. In seguito, negli anni '90, ha lasciato per qualche tempo la strada del giornalismo, dedicandosi ad altro.
Nei primi anni 2000 ha realizzato diversi reportage per la società Barilla sugli stabilimenti di Pedrignano, Rubbiano e Novara. Per la società Condotte d'Acqua un reportage sulla costruzione del porto algerino di Jijel, e per l'agenzia Gamma un reportage in Vaticano dal titolo “Tutti gli uomini di Giovanni Paolo II” (pubblicato su Figaro Magazine, Class ed altre riviste).
Nel 2003, per conto del governo cinese, ha realizzato le immagini di un libro fotografico sulla provincia del Guangdong. Nel 2004 ha documentato per Time la vicenda del crack Parmalat, realizzando le prime foto dell'arresto di Calisto Tanzi (Tanzi imprigionato, 29 novembre 2004). Nel 2005 ha iniziato una lunga collaborazione con EFSA (European Food Safety Authority). Dal 2005 al 2010, per Panorama Travel, ha realizzato fotografie di viaggio in Kenya, Libia, Arizona, Florida e Centro America (El Salvador e Nicaragua).
Dal 1991 ad oggi Fornaciari è editore della rubrica «Parmigiani» della Gazzetta di Parma (pubblicata alla domenica), in cui ha realizzato oltre 1000 ritratti fotografici di parmigiani. Dal 2006 in avanti ha pubblicato una serie di libri fotografici su Parma, i suoi personaggi e territori, tra cui Ritratti Parmigiani (2013) e Il Regio Segreto (2014).
Nall’anno accademico 2013/14 ha insegnato “Cibo e Fotografia” al ‘Master Comet’ del Dipartimento di Scienze degli Alimenti dell’Università di Parma. Negli anni successivi ha tenuto molti workshop sul ritratto fotografico e sul fotogiornalismo al CAPAS (Centro per le Attività e le Professioni delle Arti e dello Spettacolo) dell'Università di Parma e al Liceo artistico Paolo Toschi di Parma. 
In novembre 2019, per iniziativa del liceo Paolo Toschi e con il patrocinio del Comune di Parma, è stata inaugurata nel torrione Visconteo la mostra fotografica “Incontri del mio privilegio”.
Fornaciari è stato tra i fotografi ufficiali dell'evento Parma 2020+21 Capitale italiana della cultura.
Nel 2022 ha avviato un’intensa collaborazione con Getty Images, a cui ha affidato la gestione esclusiva di migliaia di proprie fotografie realizzate in 50 anni di attività.